# Ан-Надр ибн аль-Харис
Ан-Надр ибн аль-Харис аль-Кураши (араб. النضر بن الحارث‎; ум. 624, Бадр) — араб-язычник, живший в Мекке во времена пророка Мухаммеда и один из основных противников зарождающегося ислама. После битвы при Бадре, Надр был взят в плен и впоследствии казнён. Согласно преданию, до возвращения в Медину пророк Мухаммад получил откровение о распределении военных трофеев (Сура Аль-Анфаль:41)

## Биография
Ан-Надр ибн Аль-Харис был ярым противником Мухаммеда и его первых последователей в Мекке. Он принимал непосредственное участие в убийстве мусульман, погибших от рук курайшитов в Мекке. По данным Ибн Хаджара аль-Аскалани, ан-Надр вероятнее всего был, среди тех, кто зверски убил пасынка Мухаммеда, Хариса ибн Абу Халя, который считается одним из первых мучеников ислама. Ан-Надр также рассказывал арабские рассказы о Рустаме и Исфандияре. После битвы при Бадре он был среди тех, кто был взят в плен и согласно мусульманскому историку Сафи Рахману аль-Мубаракфури, был одним из двух пленников (другой Укба ибн Абу Муайт), которым были отрублены головы после битвы при Бадре.
Ибн Касир также упоминает этот случай в своём толковании к аяту 8:31
Всевышний Аллах сообщает о неверии курайшитов, об их упрямстве, упорстве в заблуждении, а также об их ложных призывах во время прослушивания аятов. Когда эти аяты читались перед ними, они говорили «Мы уже слышали. Если бы мы желали, мы сказали бы то же самое». Но это всего лишь их слова, не подкреплённые действием, ибо они до этого уже не раз вызывались привести хотя бы одну подобную суру, но они не смогли этого сделать. Это просто их слова, которыми они обманывали самих себя и тех, кто последовал им в заблуждении. Есть мнение, что эти слова говорил ан-Надр ибн аль-Харис (да проклянёт его Аллах), как об этом сообщили: Саид ибн Джубайр, ас-Судди, Ибн Джурайдж и другие. Он (да проклянёт его Аллах) побывал в Персии и научился там сказкам о персидских царях — Рустаме и Асфандияре. По возвращении он застал начало миссии посланника Аллаха (да благословит его Аллах и приветствует), когда тот декламировал Коран людям. Когда Пророк уходил, его место занимал ан-Надр ибн аль-Харис и начинал рассказывать людям о Рустеме, об Асфандияре и о персидских царях. Потом он говорил: «Ей-богу, Мухаммад рассказывает не лучше меня, его рассказы — это лишь сказки древних людей, и я их переписал точно так же, как и он». Когда же он по воле Аллаха попал в плен в день битвы при Бадре, посланник Аллаха (да благословит его Аллах и приветствует) приказал отрубить ему голову прямо на его глазах. Так и сделали по воле Аллаха. Его пленил аль-Микдад ибн аль-Асвад.